# Neoperla inexspectata
Neoperla inexspectata är en bäcksländeart som beskrevs av Peter Zwick 1980. Neoperla inexspectata ingår i släktet Neoperla och familjen jättebäcksländor. Inga underarter finns listade i Catalogue of Life.